# Speikkogel (Gleinalpe)
Der Speikkogel ist mit 1988 m ü. A. der zweithöchste Gipfel der Gleinalpe nordwestlich von Graz.

## Lage und Umgebung
Der Speikkogel liegt inmitten jener eng zusammenstehenden Gruppe von Bergen, die gemeinsam die höchsten Gipfel der Gleinalpe bilden. Nur eine weitere, namenlose Kuppe liegt zwischen ihm und dem um drei Meter höheren Lenzmoarkogel im Nordwesten. Auch nach Osten fällt der Gipfel des Speikkogels anfangs nur leicht ab, ehe ein etwas ausgeprägterer Sattel (1814 m) die Grenze zum Lärchkogel (1894 m) bildet. Nach Norden, Süden und Westen fällt der Berg hingegen recht steil ab.
Südlich des Speikkogels liegen der früher verkehrstechnisch bedeutende Gleinalmsattel und an diesem das Gleinalmschutzhaus. Eine Rückfallkuppe am südwestlichen Berghang (unterhalb der namenlosen Kuppe zwischen Speikkogel und Lenzmoarkogel) trägt den Namen Ochsenboden, dort befindet sich ein mit Zahlenschloss versperrtes Biwak.
Am Gipfelkreuz erinnert eine Gedenktafel an den aus Übelbach stammenden Bergsteiger Ernst Landgraf. Er kam 2019 beim Abstieg vom Mount Everest, den er als letzten der Seven Summits bezwungen hatte, ums Leben. Neben dem Gipfelkreuz befindez sich ein provisorischer Windschutz aus geschlichteten Bruchsteinen.

## Wege
Über den Gipfel führen der Zentralalpenweg, der Nord-Süd-Weitwanderweg sowie der Europäische Fernwanderweg E6, die auf gemeinsamer Trasse über den Hauptkamm der Gleinalpe verlaufen. Vom Gipfel führt der Weg an der Südseite des Speikkogels hinab zum Gleinalmschutzhaus. Der bekannteste lokale Zustieg erfolgt über die Ortschaften Übelbach bzw. Neuhof (Parkplatz Hoyer), von wo man über Forstwege und den sogenannten „Alten Almweg“ zum Gleinalmsattel kommt. Die Gehzeit ab dem Parkplatz Hoyer beträgt etwa 3 Stunden, von Westen aus ist der Sattel von der Ortschaft Glein erreichbar.
Von Norden kann der Speikkogel aus der Hinterlobming über Forstwege durch den Kapellengraben und zuletzt unmarkierte Steige bzw. offenes Gelände bestiegen werden. Schließlich lässt sich der Speikkogel auch im Zuge einer Überschreitung des Lenzmoarkogels von Nordwesten (Wanderwege vom Almgasthof Spitzer, Preggraben über untere/obere Vorderleitenhütte) erreichen.

Galerie
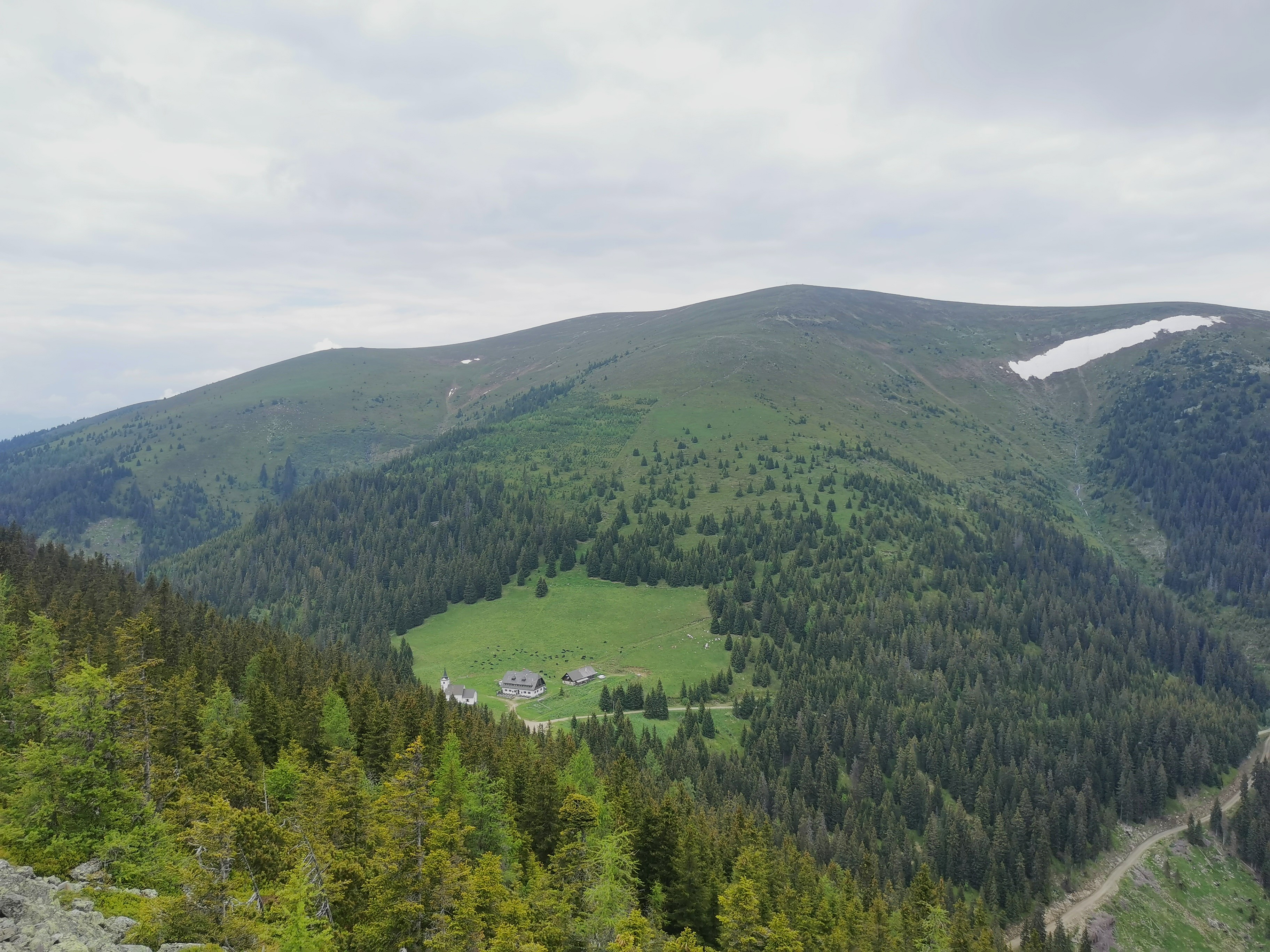
Blick vom Ostgrat des Roßbachkogels nach Nordwesten über den Gleinalmsattel zum Speikkogel
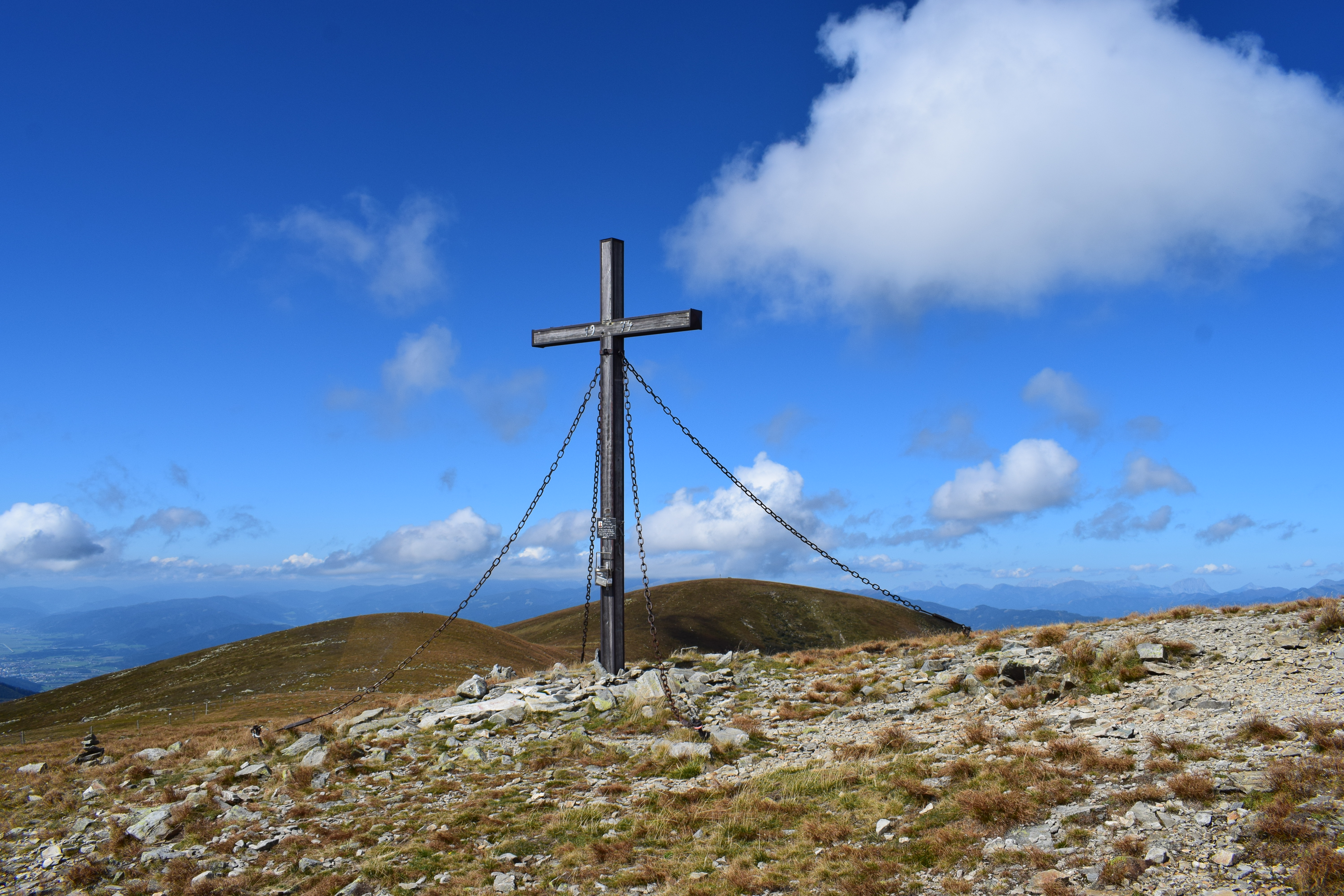
Gipfelkreuz des Speikkogels, im Hintergrund der Lenzmoarkogel
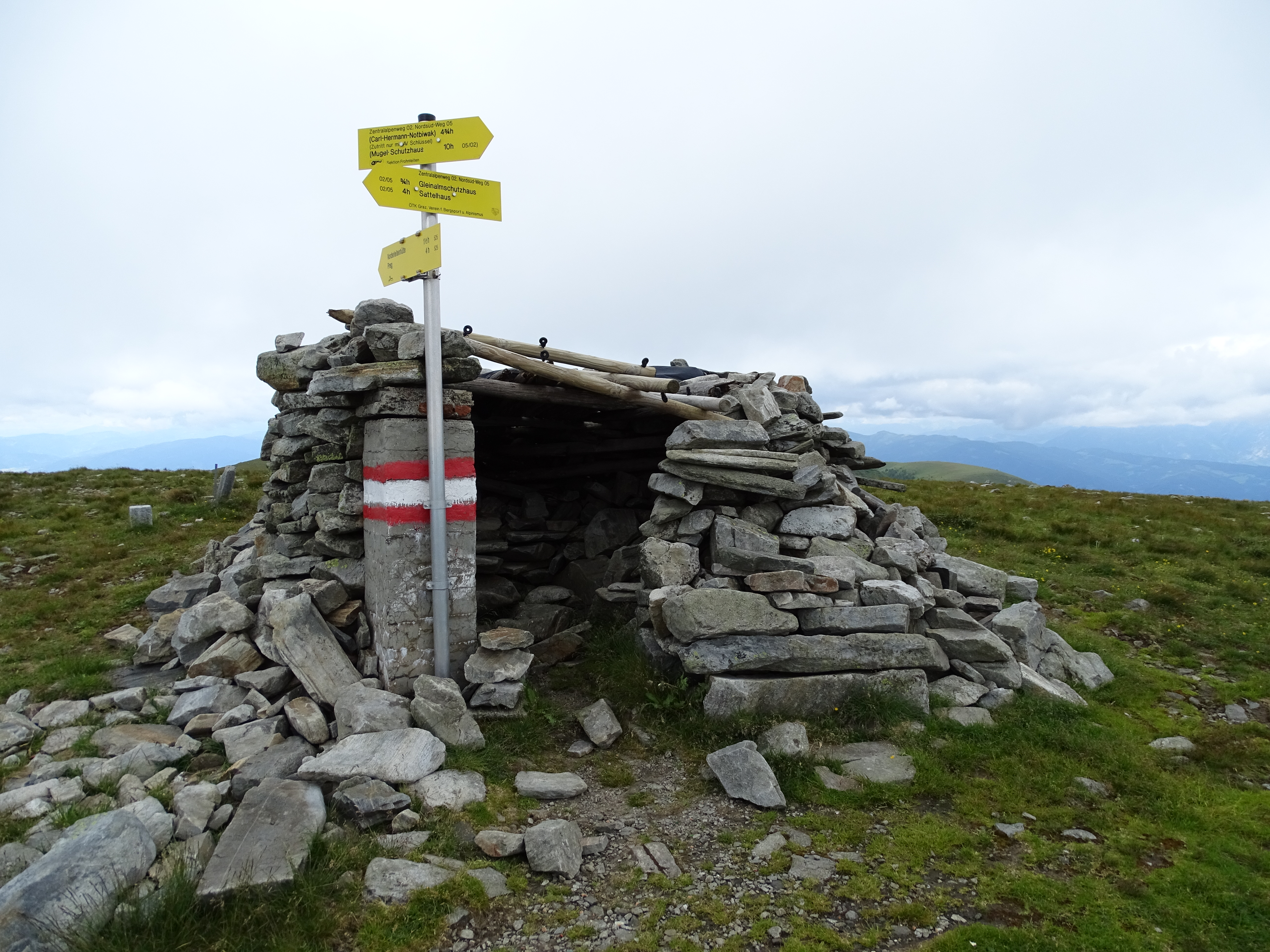
Windschutz am Gipfel
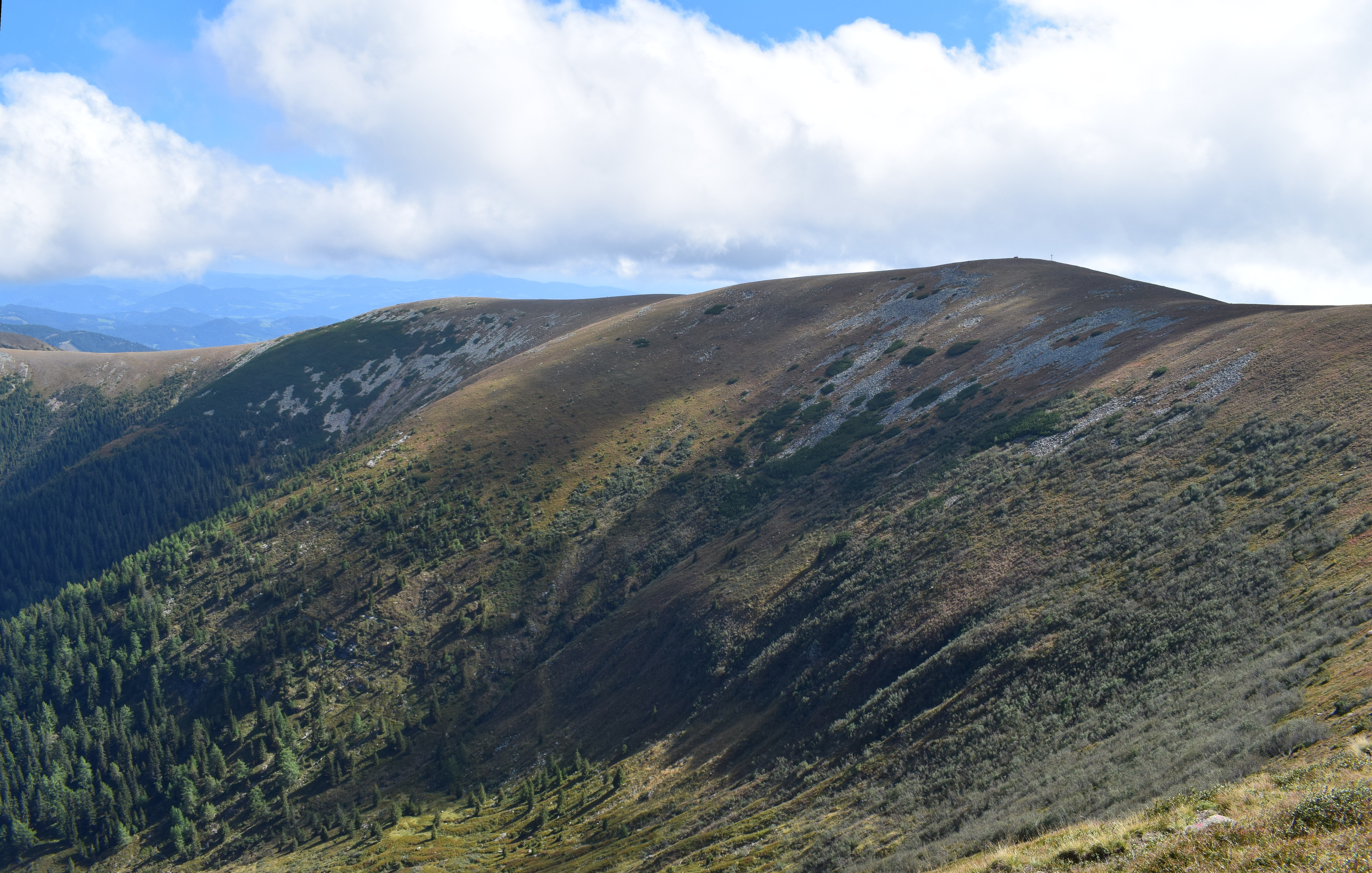
Blick auf die Nordseite des Speikkogels (Talschluss des Kapellengrabens) links hinten der Sattel zum Lärchkogel
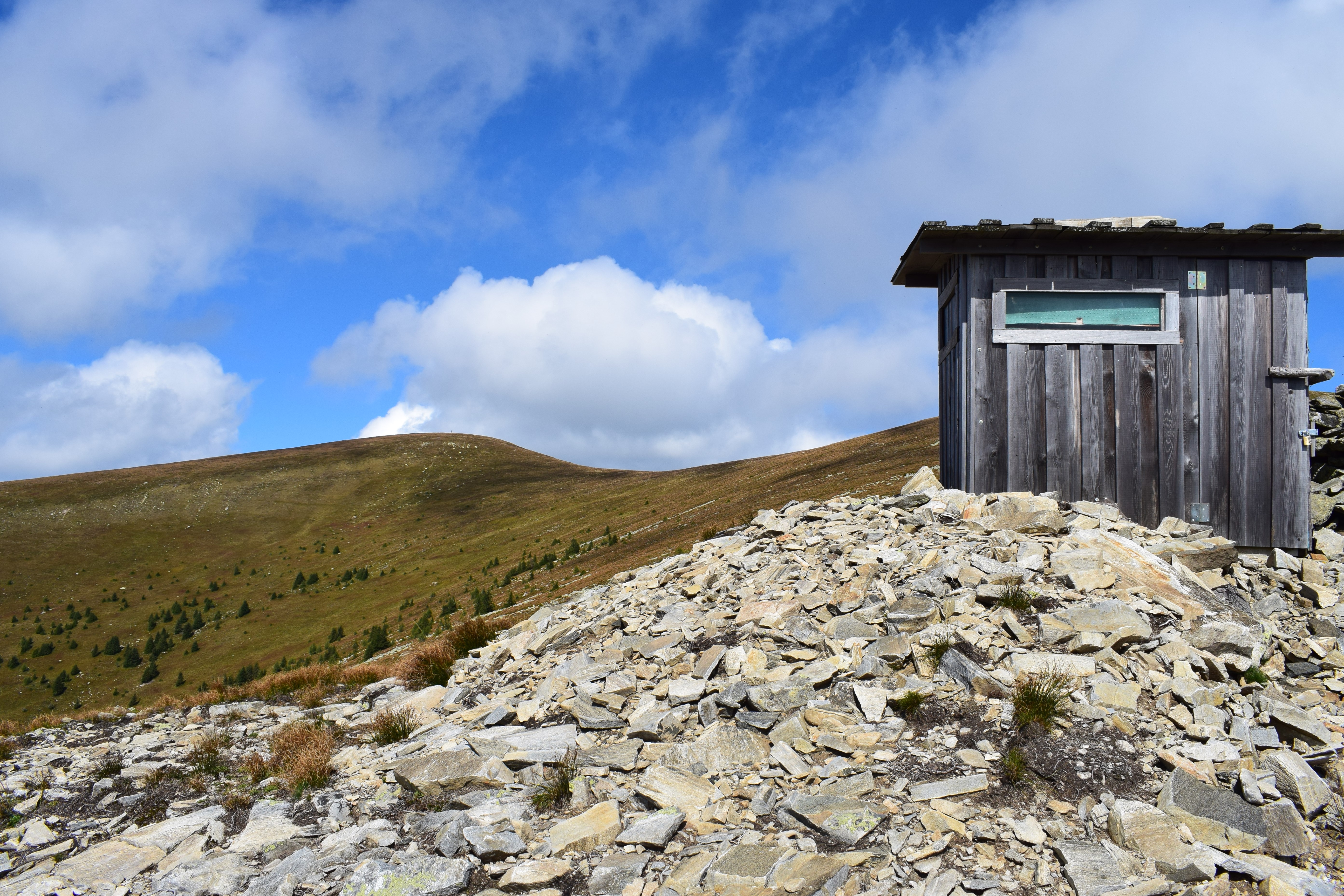
Biwak am Ochsenboden, im Hintergrund links der Lenzmoarkogel
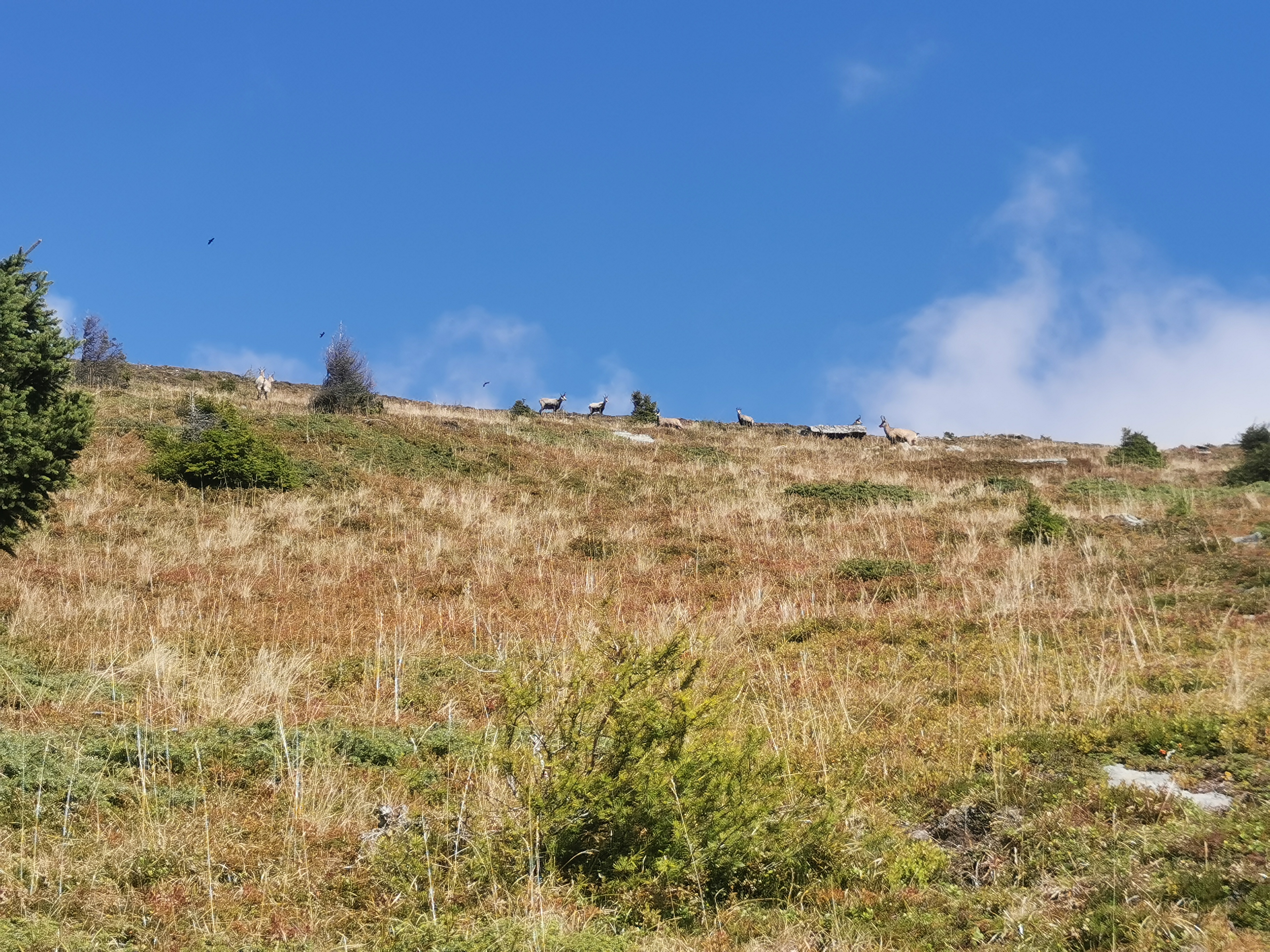
Herde von Gämsen am Speikkogel